# Synagoga Józefa Szpigela w Łodzi
Synagoga Józefa Szpigela w Łodzi – prywatny dom modlitwy znajdujący się w Łodzi przy ulicy Podrzecznej 9.
Synagoga została zbudowana w 1898 roku z inicjatywy Józefa Szpigela. Mogła ona pomieścić 30 osób. Podczas II wojny światowej hitlerowcy zdewastowali synagogę.